# Aphanogmus monilicornis
Aphanogmus monilicornis är en stekelart som först beskrevs av Jean-Jacques Kieffer 1907.  Aphanogmus monilicornis ingår i släktet Aphanogmus och familjen pysslingsteklar. Inga underarter finns listade i Catalogue of Life.